# Мировая теннисная лига (2023)
Мировая теннисная лига 2023 (англ. World Tennis League 2023) — 2-й розыгрыш выставочного смешанного командного теннисного турнира, не входящего в календарь ATP или WTA. Проводился с 21 по 24 декабря 2023 года на «Этихад арене (англ. Etihad Arena)» в Абу-Даби, Объединённые Арабские Эмираты.

## Формат
16 игроков разделены на 4 команды (Соколы, Орлы, Коршуны, Ястребы). Командный матч 21, 22, 24 декабря состоит из 5 сетов (мужская пара, женская пара, микст, мужская и женская одиночка), 23 декабря 4 сета (без микста). В случае ничьи в матче между командами назначается чемпионский тай-брейк до 10 очков, за победу на нём начисляются дополнительные 2 очка. С 23 декабря если последний игрок команды, проигрывающей в счёте, выигрывает матч, назначается овертайм до победы в гейме участника, проигравшего свой матч. Итоговое место в группе определяется по количеству выигранных геймов за весь турнир. Две лучшие команды выходят из группы в финал (24 декабря).

## Команды и участники
|     | Орлы            | Орлы    | Соколы         | Соколы  | Ястребы        | Ястребы | Коршуны          | Коршуны |
| --- | --------------- | ------- | -------------- | ------- | -------------- | ------- | ---------------- | ------- |
|     | Игрок           | Рейтинг | Игрок          | Рейтинг | Игрок          | Рейтинг | Игрок            | Рейтинг |
| № 1 | Даниил Медведев | 3       | Сумит Нагал    | 138     | Каспер Рууд    | 11      | Стефанос Циципас | 6       |
| № 2 | Андрей Рублёв   | 5       | Тейлор Фриц    | 10      | Хуберт Хуркач  | 9       | Григор Димитров  | 14      |
| № 3 | Мирра Андреева  | 57      | Сорана Кырстя  | 26      | Ига Свёнтек    | 1       | Арина Соболенко  | 2       |
| № 4 | София Кенин     | 33      | Елена Рыбакина | 4       | Каролин Гарсия | 20      | Паула Бадоса     | 64      |
| № 5 |                 |         | Вера Звонарёва | 272     |                |         | Ллойд Харрис     | 140     |

Рейтинг в одиночном разряде на 18 декабря 2023 г.

## Результаты

### 21 декабря Соколы против Ястребов
| Разряд                   | Соколы                        | Ястребы                       | Счёт   | Общий счёт |
| ------------------------ | ----------------------------- | ----------------------------- | ------ | ---------- |
| Мужской парный разряд    | Тейлор Фриц/ Сумит Нагал      | Хуберт Хуркач/ Каспер Рууд    | 7-6(6) | 7-6        |
| Смешанный парный разряд  | Сорана Кырстя/ Тейлор Фриц    | Каролин Гарсия/ Хуберт Хуркач | 6-2    | 13-8       |
| Женский парный разряд    | Сорана Кырстя/ Елена Рыбакина | Каролин Гарсия/ Ига Свёнтек   | 6-4    | 19-12      |
| Мужской одиночный разряд | Тейлор Фриц                   | Каспер Рууд                   | 1-6    | 20-18      |
| Женский одиночный разряд | Елена Рыбакина                | Ига Свёнтек                   | 4-6    | 24-24      |
| Решающий тай-брейк       | Елена Рыбакина                | Ига Свёнтек                   | 10-8   | 27-24      |

### 21 декабря Коршуны против Орлов
| Разряд                   | Коршуны                           | Орлы                           | Счёт   | Общий счёт |
| ------------------------ | --------------------------------- | ------------------------------ | ------ | ---------- |
| Женский парный разряд    | Паула Бадоса/ Арина Соболенко     | Мирра Андреева/ София Кенин    | 6-3    | 6-3        |
| Смешанный парный разряд  | Паула Бадоса/ Стефанос Циципас    | София Кенин/ Даниил Медведев   | 6-4    | 12-7       |
| Мужской парный разряд    | Григор Димитров/ Стефанос Циципас | Даниил Медведев/ Андрей Рублёв | 6-7(3) | 18-14      |
| Мужской одиночный разряд | Григор Димитров                   | Андрей Рублёв                  | 3-6    | 21-20      |
| Женский одиночный разряд | Арина Соболенко                   | Мирра Андреева                 | 6-2    | 27-22      |

### 22 декабря Коршуны против Соколов
| Разряд                   | Коршуны                       | Соколы                        | Счёт   | Общий счёт |
| ------------------------ | ----------------------------- | ----------------------------- | ------ | ---------- |
| Женский парный разряд    | Паула Бадоса/ Арина Соболенко | Сорана Кырстя/ Елена Рыбакина | 6-7(5) | 6-7        |
| Мужской парный разряд    | Григор Димитров/ Ллойд Харрис | Тейлор Фриц/ Сумит Нагал      | 6-7(5) | 12-14      |
| Смешанный парный разряд  | Паула Бадоса/ Ллойд Харрис    | Сорана Кырстя/ Тейлор Фриц    | 5-7    | 17-21      |
| Мужской одиночный разряд | Григор Димитров               | Тейлор Фриц                   | 6-3    | 23-24      |
| Женский одиночный разряд | Арина Соболенко               | Елена Рыбакина                | 7-6(2) | 30-30      |
| Решающий тай-брейк       | Арина Соболенко               | Елена Рыбакина                | 10-6   | 33-30      |

### 22 декабря Орлы против Ястребов
| Разряд                   | Орлы                           | Ястребы                     | Счёт   | Общий счёт |
| ------------------------ | ------------------------------ | --------------------------- | ------ | ---------- |
| Смешанный парный разряд  | Мирра Андреева/ Андрей Рублёв  | Ига Свёнтек/ Хуберт Хуркач  | 2-6    | 2-6        |
| Женский парный разряд    | Мирра Андреева/ София Кенин    | Каролин Гарсия/ Ига Свёнтек | 6-4    | 8-10       |
| Мужской парный разряд    | Даниил Медведев/ Андрей Рублёв | Хуберт Хуркач/ Каспер Рууд  | 7-6(1) | 15-16      |
| Женский одиночный разряд | София Кенин                    | Каролин Гарсия              | 7-5    | 22-21      |
| Мужской одиночный разряд | Даниил Медведев                | Хуберт Хуркач               | 6-7(4) | 28-28      |
| Решающий тай-брейк       | Даниил Медведев                | Хуберт Хуркач               | 10-4   | 31-28      |

### 23 декабря Орлы против Соколов
| Разряд                   | Орлы                           | Соколы                        | Счёт | Общий счёт |
| ------------------------ | ------------------------------ | ----------------------------- | ---- | ---------- |
| Женский парный разряд    | Мирра Андреева/ София Кенин    | Вера Звонарёва/ Сорана Кырстя | 6-4  | 6-4        |
| Мужской парный разряд    | Даниил Медведев/ Андрей Рублёв | Тейлор Фритц/ Сумит Нагал     | 6-4  | 12-8       |
| Женский одиночный разряд | София Кенин                    | Сорана Кырстя                 | 6-4  | 18-12      |
| Мужской одиночный разряд | Даниил Медведев                | Тейлор Фритц                  | 3-6  | 21-18      |
| Овертайм                 | Даниил Медведев                | Тейлор Фритц                  | 1-0  | 22-18      |

### 23 декабря Ястребы против Коршунов
| Разряд                   | Ястребы                     | Коршуны                       | Счёт | Общий счёт |
| ------------------------ | --------------------------- | ----------------------------- | ---- | ---------- |
| Мужской парный разряд    | Хуберт Хуркач/ Каспер Рууд  | Ллойд Харрис/ Григор Димитров | 4-6  | 4-6        |
| Женский парный разряд    | Ига Свёнтек/ Каролин Гарсия | Паула Бадоса/ Арина Соболенко | 6-3  | 10-9       |
| Женский одиночный разряд | Ига Свёнтек                 | Арина Соболенко               | 4-6  | 14-15      |
| Мужской одиночный разряд | Каспер Рууд                 | Григор Димитров               | 6-4  | 20-19      |

### ФИНАЛ-24 декабря Орлы против Коршунов
| Разряд                   | Орлы                            | Коршуны                        | Счёт   | Общий счёт |
| ------------------------ | ------------------------------- | ------------------------------ | ------ | ---------- |
| Смешанный парный разряд  | Мирра Андреева/ Даниил Медведев | Паула Бадоса/ Стефанос Циципас | 6-7(5) | 6-7        |
| Женский парный разряд    | Мирра Андреева/ София Кенин     | Паула Бадоса/ Арина Соболенко  | 7-5    | 13-12      |
| Мужской парный разряд    | Даниил Медведев/ Андрей Рублёв  | Ллойд Харрис/ Григор Димитров  | 6-3    | 19-15      |
| Женский одиночный разряд | София Кенин                     | Арина Соболенко                | 6-4    | 25-18      |
| Мужской одиночный разряд | Андрей Рублёв                   | Григор Димитров                | 3-6    | 28-24      |
| Овертайм                 | Андрей Рублёв                   | Григор Димитров                | 1-1    | 29-25      |

## Групповой раунд
Жирным выделены команды, вышедшие в финал.
| Место | Команда | Игры | Геймы | Бонусные баллы | Итоговые очки |
| ----- | ------- | ---- | ----- | -------------- | ------------- |
| 1     | Коршуны | 2-1  | 77    | 2              | 79            |
| 2     | Орлы    | 2-1  | 73    | 2              | 75            |
| 3     | Соколы  | 1-2  | 73    | 2              | 75            |
| 4     | Ястребы | 1-2  | 72    | 0              | 72            |